# De Levenspoort

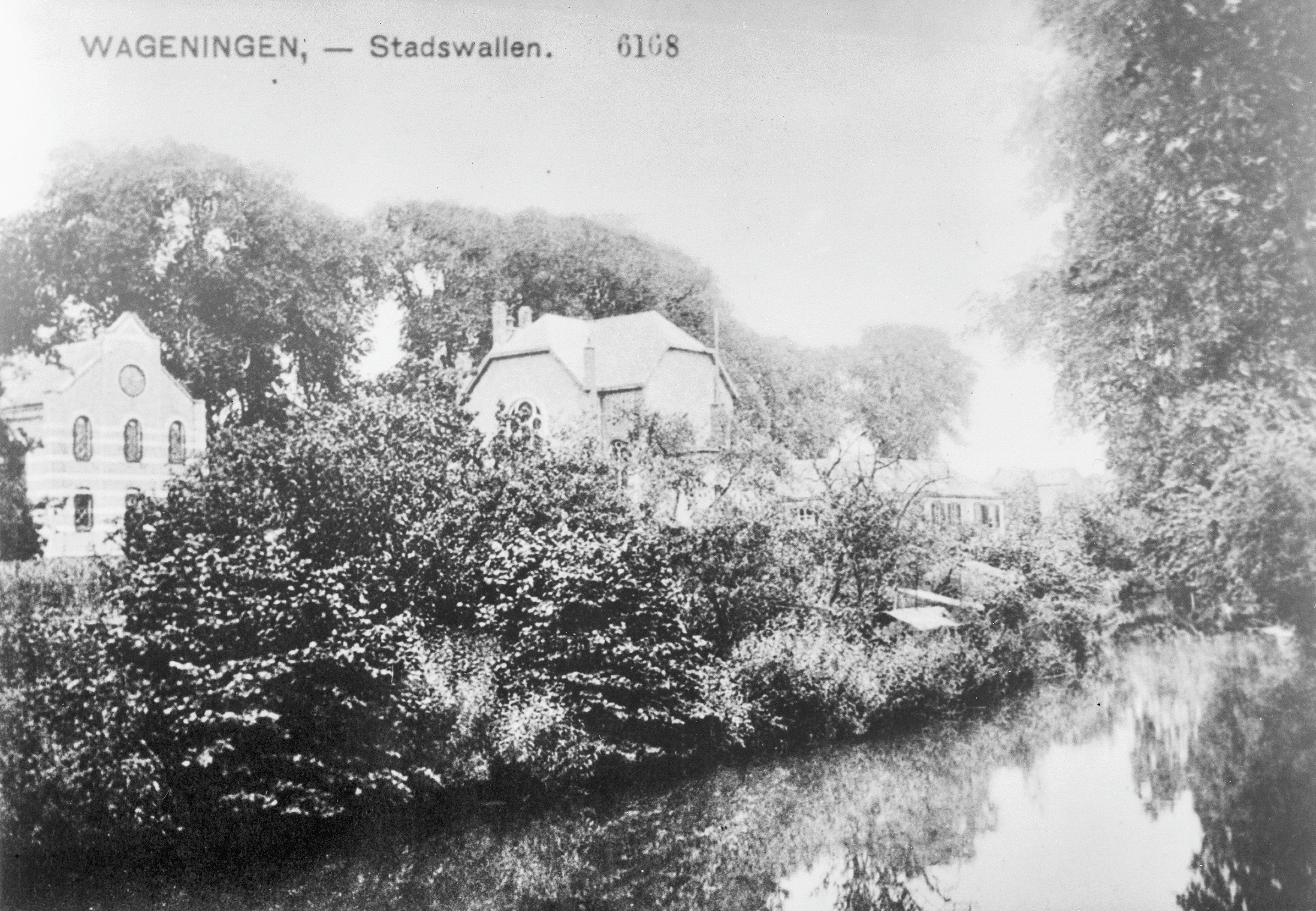
De Stadsgracht in 1940 met links de synagoge en geheel rechts de Doopsgezinde Kerk. De foto is kennelijk voor de beschietingen genomen: erna had de synagoge geen dak en bovenverdieping meer, zie deze latere foto.

De Levenspoort is een Nederlands oorlogsmonument ter nagedachtenis aan de deportatie van Joden uit Wageningen en omgeving. Het wordt ook wel aangeduid als Joods Monument en is in opdracht van de Stichting Joods Gedenkteken Wageningen gemaakt door Yetty Elzas. Het monument staat aan de Walstraat in Wageningen en is ingehuldigd op 4 mei 2000.

## Ontstaansgeschiedenis en verder verloop
Tijdens de Tweede Wereldoorlog (1940–1945) werden Joden gedeporteerd door de Duitse bezetter. Van de Joden uit de gemeenten Wageningen, Ede, Rhenen en Renkum kwamen er 71 om in concentratiekampen, de meesten in Auschwitz en Sobibór. Op de website van de Stichting Joods Erfgoed Wageningen bevindt zich een lijst met de slachtoffers.
In 1997 begon de Stichting Joods Gedenkteken Wageningen met een inzamelingsactie in en rondom Wageningen voor een herdenkingsmonument. Uit zes ontwerpen koos de stichting in 1997 dat van de Wageningse kunstenares Yetty Elzas-Blits. In het kader van de inzamelingsactie vond een tentoonstelling plaats over Joods leven in Wageningen in museum De Casteelse Poort, enkele honderden meters verderop. De Stichting Joods Gedenkteken Wageningen schonk het monument aan de gemeente Wageningen en op 4 mei 2000 werd het onthuld door burgemeester Sala en rabbijn J.S. Jacobs. De kunstenares schonk een schaalmodel aan de stichting en die gaf het op haar beurt aan het museum De Casteelse Poort.
De Margrietschool in Wageningen heeft het monument vanaf de onthulling geadopteerd. Met een ceremonie bij het monument draagt groep 8 jaarlijks op 27 januari de zorg over aan groep 7. De gekozen datum is de Internationale Herdenkingsdag voor de Holocaust en de dag waarop in 1945 concentratiekamp Auschwitz bevrijd werd. Zeven van de acht oorlogsmonumenten in Wageningen zijn door scholen geadopteerd.

## Locatie en uitvoering
Het monument staat op enkele honderden meters ten zuidwesten van het centrum, aan de rand van Parkeerterrein Straelenstoren West tussen de Walstraat en de Stadsgracht. Deze locatie is gekozen omdat aan de overkant van de straat de Wageningse synagoge stond. Dit gebouw uit 1903 werd in mei 1940 getroffen door artillerievuur en vloog in brand; het was toen al enkele jaren buiten gebruik en is niet meer opgebouwd.
Het beeld toont volwassenen en kinderen waarvan sommigen door een poort zijn gelopen, zij hebben de Holocaust overleefd en gaan een nieuwe toekomst tegemoet. Anderen zijn niet door de Levenspoort gekomen, zij zijn de dood in gejaagd. Het is een bronzen sculptuur van twee meter hoog, geplaatst op een ruim, vierkantig, natuurstenen plateau met in de rand de Hebreeuwse tekst van Ruth 4:10: ולא־יכרת שם־המת מעם אחיו ומשער מקומו. Eronder staat in kleiner schrift een Nederlandse vertaling, gebaseerd op NBG 1951: Zo zal de naam van de gestorvene niet uitgeroeid worden uit de poort zijner woonplaats. Enkele meters voor het monument ligt in het plaveisel een natuurstenen plaquette met informatie over het monument. In de sokkel van het monument is na de onthulling een rol gelegd met de namen van de 71 omgekomen joden, vergezeld van de tekst die ook op de plaquette staat. Enkele namen zijn, soms iets anders weergegeven, ook te vinden in het Digitaal Monument Joodse Gemeenschap in Nederland.

De tekst op de plaquette luidt: 
Levenspoort
Ter nagedachtenis aan de 71 Joodse medeburgers uit Wageningen en omgeving die tijdens de jaren 1940-1945 door de Duitse bezetter werden gedeporteerd en omgebracht.
De levenspoort toont mensen die verbonden blijven met de gemeenschap.
Het gedenkteken werd ontworpen door mevrouw Yetty Elzas.
De levenspoort staat tegenover de plek waar tot mei 1940 de Wageningse synagoge stond.

De levenspoort werd op 4 mei 2000 onthuld.

## Kunstenaar
Het beeld is ontworpen door de beeldhouwer en schilder Yetty Elzas-Blits (Antwerpen, 6 oktober 1934 – Wageningen, 9 januari 2020). Zij studeerde kort in Parijs en verder aan de Koninklijke Academie voor Schone Kunsten in Antwerpen en de Vrije Akademie in Den Haag. Ze woonde en werkte in Wageningen en is daar ook begraven. Haar thema was de mens als individu en in gezinsverband. Zij was getrouwd met de eveneens uit Antwerpen afkomstige computerpionier en landbouwkundige Maurice Elzas (1934 – 2020), die een Joods-Nederlandse vader had en in de oorlog had moeten vluchten naar Spanje. Hij zette zich in voor de nalatenschap van Joods Wageningen.